# Andrea Scala
Andrea Scala (Udine, 1820 – Udine, 1892) è stato un architetto italiano.

## Biografia

### Giovinezza e formazione
Andrea nasce a Udine, ultimo di cinque figli di Giovanni Battista Scala e Anna Morelli.
Studente di matematica all'università di Padova, si laurea nel 1842; dopodiché prosegue i suoi studi all'Accademia di Belle Arti di Venezia. Negli anni quaranta studia anche a Roma, dove si trova coinvolto nella prima guerra di indipendenza italiana, conflitto che lo vide partecipe anche a Venezia e a Mestre.

### Attività di architetto

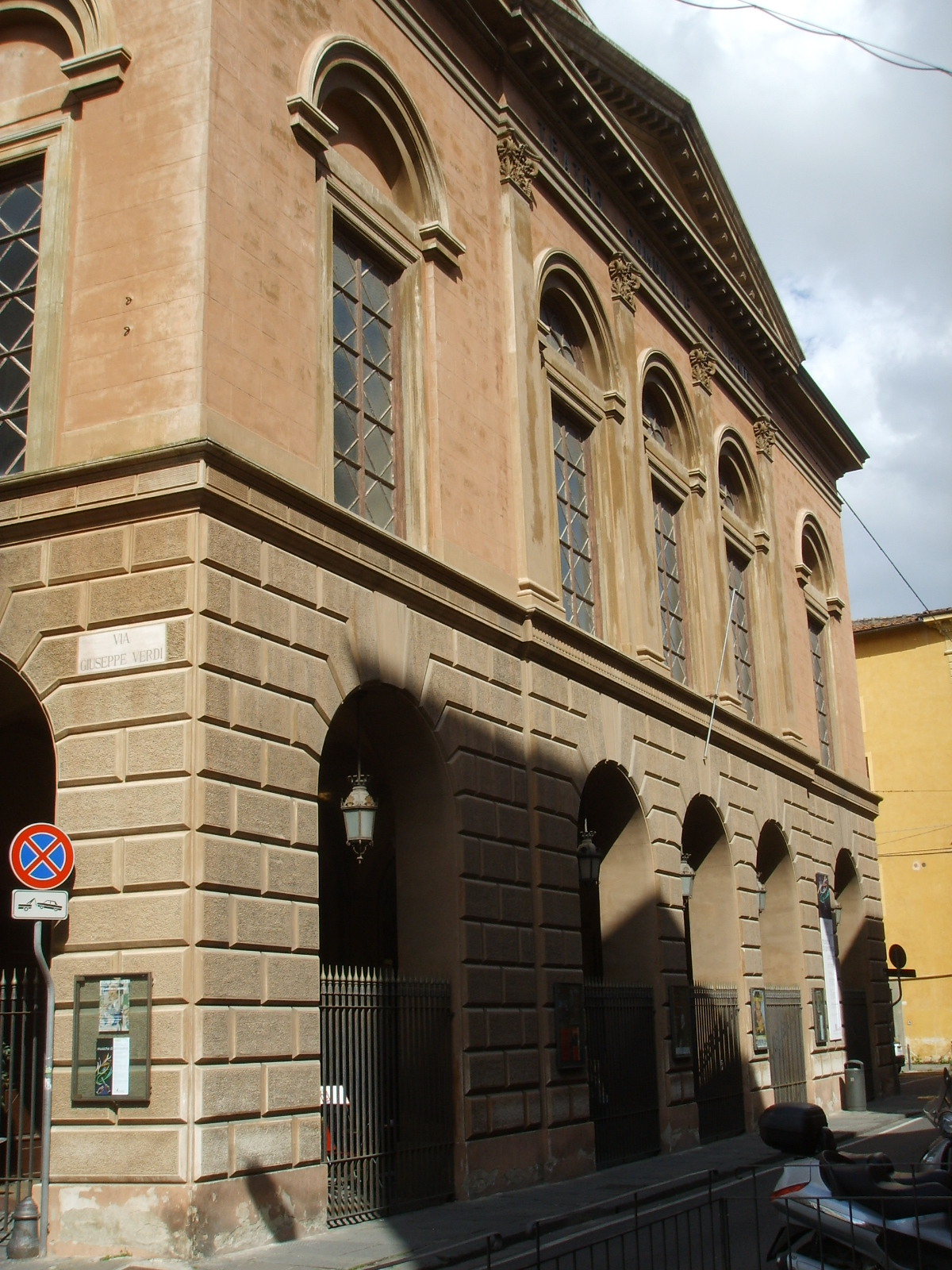
Il Teatro Verdi di Pisa

A partire dagli anni sessanta fu membro di molte commissioni edilizie, tra cui quella per la facciata della Cattedrale di Santa Maria del Fiore in Firenze; in questi anni gli furono commissionati anche numerosi restauri e progetti di opere architettoniche di grande importanza, come il restauro della storica Loggia del Lionello nella sua Udine, dopo che fu gravemente danneggiata da un incendio.
Tra i suoi maggiori lavori vi sono dei grandi teatri, nei quali si avverte una predominante influenza neoclassica; non mancano però anche altri influssi stilistici, dovuti al fatto che anche Scala risente della stagione dell'eclettismo ancora viva nell'Italia del secondo Ottocento.

#### Ville, chiese e teatri

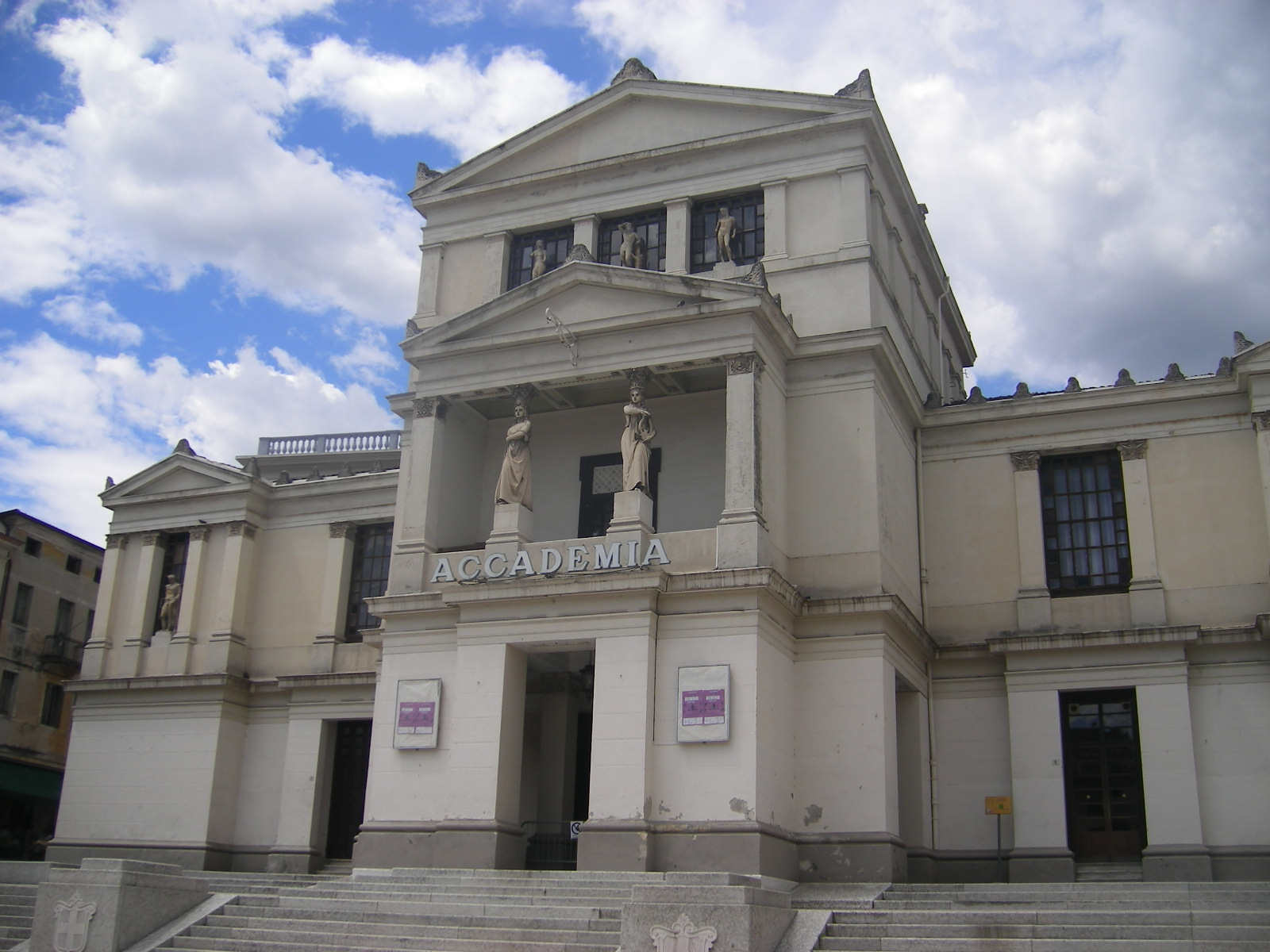
Il Teatro Accademia di Conegliano

Tra le opere più rappresentative c'è una villa veneta edificata a Pradamano, nella pianura friulana: Villa Giacomelli, realizzata nel 1852 per l'omonima famiglia, gioiello neoclassico.
Andrea Scala operò anche su alcuni edifici sacri; uno dei suoi lavori più importanti è il Duomo di Mortegliano, in provincia di Udine, grande struttura in stile neogotico. 
Dopo aver abbandonato la commissione per la facciata di Santa Maria del Fiore, partecipò egli stesso al secondo e terzo concorso, proponendo un prospetto caratterizzato da un coronamento orizzontale su ogni navata, che tuttavia non incontrò i favori della critica.
Si ha notizia di ben ventiquattro teatri realizzati o ristrutturati dallo Scala, anche se di alcuni manca la documentazione: tra di essi si ricordano il Teatro l'Armonia di Trieste, il Teatro Accademia di Conegliano, Teatro delle Logge di Firenze, il Teatro Sociale di Treviso, il Teatro Manzoni di Milano, il Teatro Verdi di Pisa, il Teatro Massimo Vincenzo Bellini di Catania. Nel 1879 il Teatro Municipale di Bastia in alta Corsica.
Andrea Scala muore a Udine nel 1892.